# 黑龙江行政长官列表
本表列出历代历任管辖今黑龙江省及其前身政区的主要行政长官或职权相当的军政长官。

## 清朝
- 黑龙江将军（镇守黑龙江等处地方将军）：康熙二十二年（1683年）设立，官阶为正一品；乾隆三十二年（1767年）改为从一品。除末任程德全是汉人外，黑龙江将军一职都由满清宗室、旗人担任。
- 黑龙江巡抚：光绪三十三年（1907年），清政府行东北新政，设黑龙江行省，裁撤黑龙江将军，末任黑龙江将军程德全改署黑龙江巡抚。

## 中华民国

### 北洋政府时期

#### 军政长官
黑龙江都督
- 宋小濂
- 毕桂芳

黑龙江护军使
- 朱庆澜

镇安右将军
- 朱庆澜
- 毕桂芳

黑龙江督军
- 毕桂芳
- 鲍贵卿
- 孙烈臣
- 吴俊陞

帮办黑龙江军务
- 许兰洲

督办黑龙江军务
- 吴俊陞
- 吴泰来
- 万福麟

#### 民政长官
黑龙江行政公署民政长
- 宋小濂
- 毕桂芳
- 朱庆澜

黑龙江巡按使公署巡按使
- 朱庆澜
- 毕桂芳

黑龙江省长公署省长
- 毕桂芳
- 鲍贵卿
- 王树翰
- 孙烈臣
- 吴俊陞
- 于泗兴（代）
- 常荫槐

### 国民政府时期
黑龍江省政府主席
- 常蔭槐（1928年12月31日－1929年1月10日）
- 萬福麟（1929年2月9日－1931年11月17日）
- 馬占山（1931年11月17日－1932年3月1日；1940年5月3日－1945年9月4日）
- 韓駿傑（1945年9月4日－1948年11月2日）

### 日本傀儡政权
（日军占领）黑龙江省公署省长
- 张景惠
- 吉祥
- 马占山

满洲国黑龙江省公署省长
- 马占山
- 程志远
- 韩云阶
- 孙其昌

## 中华人民共和国
| 姓名   | 籍贯            | 在任时间               | 曾任最高职务                                                                     | 备注                                                                     |
| 于毅夫 | 吉林双城        | 1950年9月－1952年11月  | 中共中央统战部副部长                                                             | 省人民政府主席 1982年6月11日在长春逝世                                   |
| 赵德尊 | 奉天辽中        | 1952年11月－1953年12月 | 中共黑龙江省委书记                                                               | 省人民政府主席 2012年2月1日在哈尔滨逝世                                  |
| 陈 雷  | 黑龙江桦川      | 1953年12月－1954年8月  | 中共中央顾问委员会委员 中共黑龙江省顾问委员会主任                                | 1954年8月黑龙江省与松江省合并成立新的黑龙江省 后再次担任新的黑龙江省省长 |
| 韩 光  | 黑龙江 齐齐哈尔 | 1954年8月－1956年7月   | 中共中央纪律检查委员会常委 中共中央纪律检查委员会常务书记 国家基本建设委员会主任 | 1955年11月前称省人民政府主席 2008年9月27日在北京逝世                     |
| 欧阳钦 | 湖南宁乡        | 1956年7月－1958年8月   | 全国政协副主席                                                                   | 1978年5月15日在北京逝世                                                  |
| 李范五 | 黑龙江穆棱      | 1958年8月－1967年3月   | 黑龙江省省长                                                                     | 1986年5月7日在北京逝世                                                   |
| 潘复生 | 山东文登        | 1967年3月－1971年8月   | 中共黑龙江省委第一书记                                                           | 省革委会主任 1980年4月20日在哈尔滨逝世                                   |
| 汪家道 | 安徽霍丘        | 1971年8月－1974年12月  | 中共黑龙江省委第一书记                                                           | 省革委会主任 1992年3月27日在沈阳逝世                                     |
| 刘光涛 | 陕西三原        | 1977年2月－1977年12月  | 中共黑龙江省委第一书记                                                           | 省革委会主任                                                             |
| 杨易辰 | 辽宁法库        | 1977年12月－1979年12月 | 最高人民检察院检察长                                                             | 省革委会主任 1997年6月28日在北京逝世                                     |
| 陈 雷  | 黑龙江桦川      | 1979年12月－1985年5月  | 中共中央顾问委员会委员 中共黑龙江省顾问委员会主任                                | 2006年12月5日在哈尔滨逝世                                                |
| 侯 捷  | 河北滦县        | 1985年5月－1988年12月  | 建设部部长                                                                       | 2000年1月3日在北京逝世                                                   |
| 邵奇惠 | 江苏宜兴        | 1989年1月－1994年5月   | 全国政协常委                                                                     |                                                                          |
| 田凤山 | 山东蓬莱        | 1994年5月－2000年1月   | 国土资源部部长                                                                   | 2004年9月被中共中央开除党籍                                              |
| 宋法棠 | 山东郯城        | 2000年1月－2003年4月   | 中共黑龙江省委书记                                                               | 曾任全国人大常委                                                         |
| 张左已 | 黑龙江巴彦      | 2003年4月－2007年12月  | 全國政協经济委员会主任                                                           | 曾任劳动和社会保障部部长                                                 |
| 栗战书 | 河北平山        | 2007年12月－2010年8月  | 中共中央政治局常委，全国人大常委会委员长                                         | 曾任中共中央政治局委员、中央办公厅主任                                   |
| 王憲魁 | 河北沧县        | 2010年8月－2013年3月   | 中共黑龙江省委书记                                                               | 曾任全国人大农业与农村委员会副主任委员                                   |
| 陆 昊  | 上海            | 2013年3月－2018年3月   | 现任国务院发展研究中心主任                                                       | 曾任共青团中央书记处第一书记                                             |
| 王文涛 | 江苏南通        | 2018年3月－2020年12月  | 现任商务部部长                                                                   | 曾任中共山东省委副书记、济南市委书记                                     |
| 胡昌升 | 江西高安        | 2021年2月－2022年12月  | 现任中共甘肃省委书记，省人大常委会主任                                           | 曾任中共福建省委副书记、厦门市委书记                                     |
| 梁惠玲 | 湖北宜城        | 2022年12月－           | 现任中共黑龙江省委副书记，省人民政府省长                                         | 曾任中华全国供销合作总社理事会主任                                       |